# المؤشر الفني
في التحليل الفني في الماليَّات، يعتبر المؤشر الفني حِسْبَة رياضية تعتمد على السعر التاريخي، أو الحجم، أو (في حالة العقود الآجلة) معلومات الفائدة المفتوحة التي تهدف إلى التنبؤ باتجاه السوق الماليّ. المؤشرات الفنية جزء أساسي من التحليل الفني وتُرسم عادةً كنمط الأسعار لمحاولة التنبؤ بإتجاه السوق. تتراكب المؤشرات بشكل عام على بيانات مخطط الأسعار للإشارة إلى المكان الذي يتجه إليه السعر، أو ما إذا كان السعر في حالة «ذروة الشراء» أو حالة «ذروة البيع».
طُوِّرت العديد من المؤشرات الفنية واستمر تطوير متغيرات جديدة من قبل المتداولين بهدف الحصول على نتائج أفضل. غالبًا ما يتم إجراء اختباراً مبدئياً للمؤشرات الجديدة على بيانات الأسعار والأحجام التاريخية لمعرفة مدى فاعليتها في التنبؤ بالأحداث المستقبلية.
في التحقيق الفني، تشير العلامة الزائفة إلى «علامة على التطورات المستقبلية للقيمة التي تعطي صورة غير أساسية عن الواقع المالي». قد تظهر العلامات الكاذبة بسبب مكونات مختلفة، بما في ذلك فترات الانتظار، وعدم اتساق مصادر المعلومات، واستراتيجيات التسوية (Smoothing) أو حتى الذي يتم من خلاله تحديد المؤشر. يحاول التحليل الفني التقاط سيكولوجية السوق (طبيعته) وميوله (sentiment) من خلال تحليل اتجاهات الأسعار وأنماط الأسعار لفرص التداول الممكنة. يجب على المتداولين توخي الحذر عند إجراء التداولات بناءً على المؤشرات فقط لأنها ليست مضمونة.